# Ashmeadiella sculleni
Ashmeadiella sculleni är en biart som beskrevs av Michener 1939. Ashmeadiella sculleni ingår i släktet Ashmeadiella och familjen buksamlarbin. Inga underarter finns listade i Catalogue of Life.